# Tensamán
Tensamán  o Tansamán (en árabe: تمسمان‎, en rifeño: ⵜⴻⵎⵙⴰⵎⴰⵏ, en francés: Temsamane) es una comuna marroquí de la provincia de Driuch, en la región Oriental. Desde 1912 hasta 1956 perteneció a la zona norte del Protectorado español de Marruecos.